# Casa Evarist Juncosa
La Casa Evarist Juncosa és un edifici situat a la Rambla de Catalunya, 78 (entre els carrers de València i Mallorca) de Barcelona, catalogat com a Bé Cultural d'Interès Local.

## Història
Va ser encarregada el 1907 per l'industrial xocolater Evarist Juncosa i Domènech a l'arquitecte modernista Salvador Vinyals i Sabaté (1847-1926), tot i que l'obra s'atribueix al seu germanastre Melcior Vinyals i Muñoz (1878-1938).

## Descripció
De planta rectangular, comprèn planta baixa (ocupada per locals comercials), principal (destinat als promotors), tres pisos i terrat transitable.
La façana de la casa de parament de carreus encoixinats, d'inspiració modernista, estructura les seves obertures en eixos verticals i horitzontals de ritme regular. La planta baixa, feta íntegrament de pedra de Montjuïc, s'obre al carrer per mitjà de cinc portals: el portal central, que conforma l'accés principal a l'immoble, ve definit per un arc trilobulat amb un medalló de traceries que conté un escut amb la inscripció «EJ». Aquest arc, coronat per un guardapols amb decoracions vegetals, és emmarcat a banda i banda per dos portals de llinda també trilobulada que donen accés a les botigues de planta baixa. A banda i banda del portal principal dues columnes corínties adossades a la façana recullen les mènsules amb què sostenen les llosanes de la tribuna. Tots els elements presenten decoració floral. La tribuna, amb cinc finestres d'arc trilobulat i garlandes ornamentals a l'ampit, serveix de base pel balcó superior, amb baranes de pedra i ferro forjat. La tribuna té adossats a banda i banda dos balcons amb llosanes de perfil trilobulat i baranes de pedra esculpida amb motius vegetals. Dos balcons més, un per banda, com els anteriors d'arc trilobulat i barana de pedra, completen les obertures del principal. Excepte en el pis superior, on el balcó de sobre la tribuna destaca de la resta, a les altres dues plantes superiors els cinc balcons són tipològicament iguals, amb arc trilobulat i guardapols format per garlandes, tot plegat emmarcat per carreuat.
La façana presenta un coronament ondulat, que junt amb trams de barana de ferro forjat, fa d'ampit de la terrassa. Aquest coronament està presidit per un gran espai central circular amb decoració geomètrica i garlandes i, per sota, conté els respiradors de la solera del terrat.